# Cheilotrichia (Empeda) tarsalis
Cheilotrichia (Empeda) tarsalis is een tweevleugelige uit de familie steltmuggen (Limoniidae). De soort komt voor in het Oriëntaals gebied.